# Княженское сельское поселение
Княженское се́льское поселе́ние — муниципальное образование в Брединском районе Челябинской области Российской Федерации. В рамках административно-территориального устройства муниципальное образование  соответствует административно-территориальной единице Княженский сельсовет.
Административный центр — посёлок Княженский.

## История
Статус и границы сельского поселения установлены Законом Челябинской области от 13 сентября 2004 года № 268-ЗО «О статусе и границах Брединского муниципального района и сельских поселений в его составе».

## Население
| 2002 | 2010  | 2011  | 2012  | 2013  | 2014 | 2015 |
| ---- | ----- | ----- | ----- | ----- | ---- | ---- |
| 1827 | ↘1183 | ↗1186 | ↘1140 | ↘1000 | ↘956 | ↘943 |
| 2016 | 2017  | 2018  | 2019  | 2020  | 2021 |      |
| ↘909 | ↘908  | ↘870  | ↘831  | ↘806  | ↗831 |      |

## Состав сельского поселения
| № | Населённый пункт | Тип населённого пункта          | Население |
| - | ---------------- | ------------------------------- | --------- |
| 1 | Заозёрный        | посёлок                         | ↘272      |
| 2 | Княженский       | посёлок, административный центр | ↘816      |